# Церква святого апостола і євангеліста Іоана Богослова (Тарасівка)
Церква святого апостола і євангеліста Іоана Богослова в Тарасівці — парафія і храм Збаразького благочиння Тернопільської єпархії Православної церкви України в селі Тарасівка Тернопільського району Тернопільської области.

## Історія церкви
Великий дерев'яний храм був збудований на узвишші у 1740 році, але після Першої світової війни його розібрали. На початку 20-х років XX століття розпочалося будівництво нового храму, можливо, за матеріальної підтримки власниці панського фільварку Грабіни Доліної.
Нова, мурована з каменю, церква, збудована близько 1920 року, має один купол. Храм однонавовий, хрестоподібний у плані, зорієнтований входом на захід. Хори розташовані над притвором, а з правої сторони апсиди добудовані дияконник і ризниця.
Приблизно в той самий час була збудована стара кам'яна дзвіниця перед центральним входом. У 2006 році її розібрали, і поряд розпочали будівництво нової.

## Парохи
- о. Олег Басок.